# 韋肖雷區

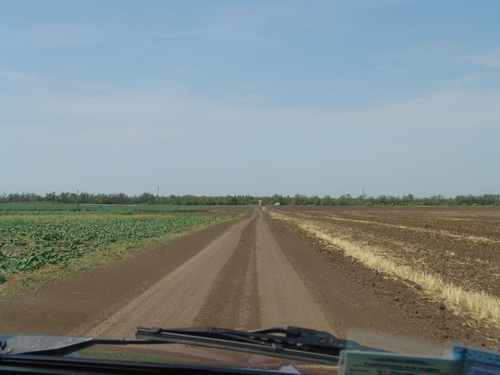

47°05′05″N 40°44′15″E / 47.08472°N 40.73750°E
韋肖雷區（俄語：Весёловский район）是俄羅斯的一個區，位於該國西南部，由羅斯托夫州負責管轄，面積1,355平方公里，2010年人口26,165，人口密度每平方公里19.31人。